# Ліхтенштейн на зимових Олімпійських іграх 1998
Ліхтенштейн брав участь у Зимових Олімпійських іграх 1998 року в Нагано (Японія), але не завоював жодної медалі. Князівство представляли 8 спортсменів у 2-х видах спорту: гірськолижному спорті та лижних перегонах.

### Гірськолижний спорт
Чоловіки
| Спортсмен    | Змагання                | 1-а гонка | 2-а гонка | Підсумок | Підсумок |
| Спортсмен    | Змагання                | Час       | Час       | Час      | Місце    |
| ------------ | ----------------------- | --------- | --------- | -------- | -------- |
| Юрген Гаслер | Швидкісний спуск        |           |           | DNF      | —        |
| Юрген Гаслер | Супергігантський слалом |           |           | 1:38.32  | 26       |
| Ахіи Фогт    | Гігантський слалом      | DNF       | —         | DNF      | —        |
| Марко Бюхель | Гігантський слалом      | 1:22.52   | 1:19.47   | 2:41.99  | 14       |

Чоловіча комбінація
| Спортсмен    | Слалом | Слалом | Швидкісний спуск | Загальний підсумок | Загальний підсумок |
| Спортсмен    | Час 1  | Час 2  | Час              | Загальний час      | Місце              |
| ------------ | ------ | ------ | ---------------- | ------------------ | ------------------ |
| Юрген Гаслер | 54.39  | 50.88  | 1:37.88          | 3:23.15            | 9                  |

Жінки
| Спортсмен             | Змагання                | 1-а гонка | 2-а гонка | Підсумок | Підсумок |
| Спортсмен             | Змагання                | Час       | Час       | Час      | Місце    |
| --------------------- | ----------------------- | --------- | --------- | -------- | -------- |
| Тамара Шедлер         | Супергігантський слалом |           |           | 1:22.90  | 38       |
| Діана Фер             | Гігантський слалом      | DNF       | —         | DNF      | —        |
| Тамара Шедлер         | Гігантський слалом      | DNF       | —         | DNF      | —        |
| Бріджит Хееб-Батлінер | Гігантський слалом      | 1:21.27   | 1:33.43   | 2:54.70  | 9        |
| Тамара Шедлер         | Слалом                  | 49.74     | 50.27     | 1:40.01  | 23       |
| Діана Фер             | Слалом                  | 48.66     | 50.10     | 1:38.76  | 21       |

Жіноча комбінація
| Спортсмен     | Швидкісний спуск | Слалом | Слалом | Загальний підсумок | Загальний підсумок |
| Спортсмен     | Час              | Час 1  | Час 2  | Загальний час      | Місце              |
| ------------- | ---------------- | ------ | ------ | ------------------ | ------------------ |
| Тамара Шедлер | 1:34.18          | 39.46  | 38.54  | 2:52.18            | 17                 |

### Лижні перегони
Чоловіки
| Змагання                              | Спортсмен     | Гонка     | Гонка |
| Змагання                              | Спортсмен     | Час       | Міце  |
| ------------------------------------- | ------------- | --------- | ----- |
| 10 км — класичний стиль               | Штефан Кунц   | 30:56.8   | 57    |
| 10 км — класичний стиль               | Маркус Гаслер | 28:55.2   | 20    |
| 15 км — гонка переслідування фристайл | Маркус Гаслер | 44:31.9   | 35    |
| 15 км — гонка переслідування фристайл | Штефан Кунц   | 44:18.9   | 34    |
| 30 км — класичний стиль               | Маркус Гаслер | 1'42:17.4 | 35    |
| 30 км — класичний стиль               | Штефан Кунц   | 1'39:33.3 | 14    |
| 50 км — фристайл                      | Штефан Кунц   | 2'16:36.2 | 28    |